# صداقة بريدية

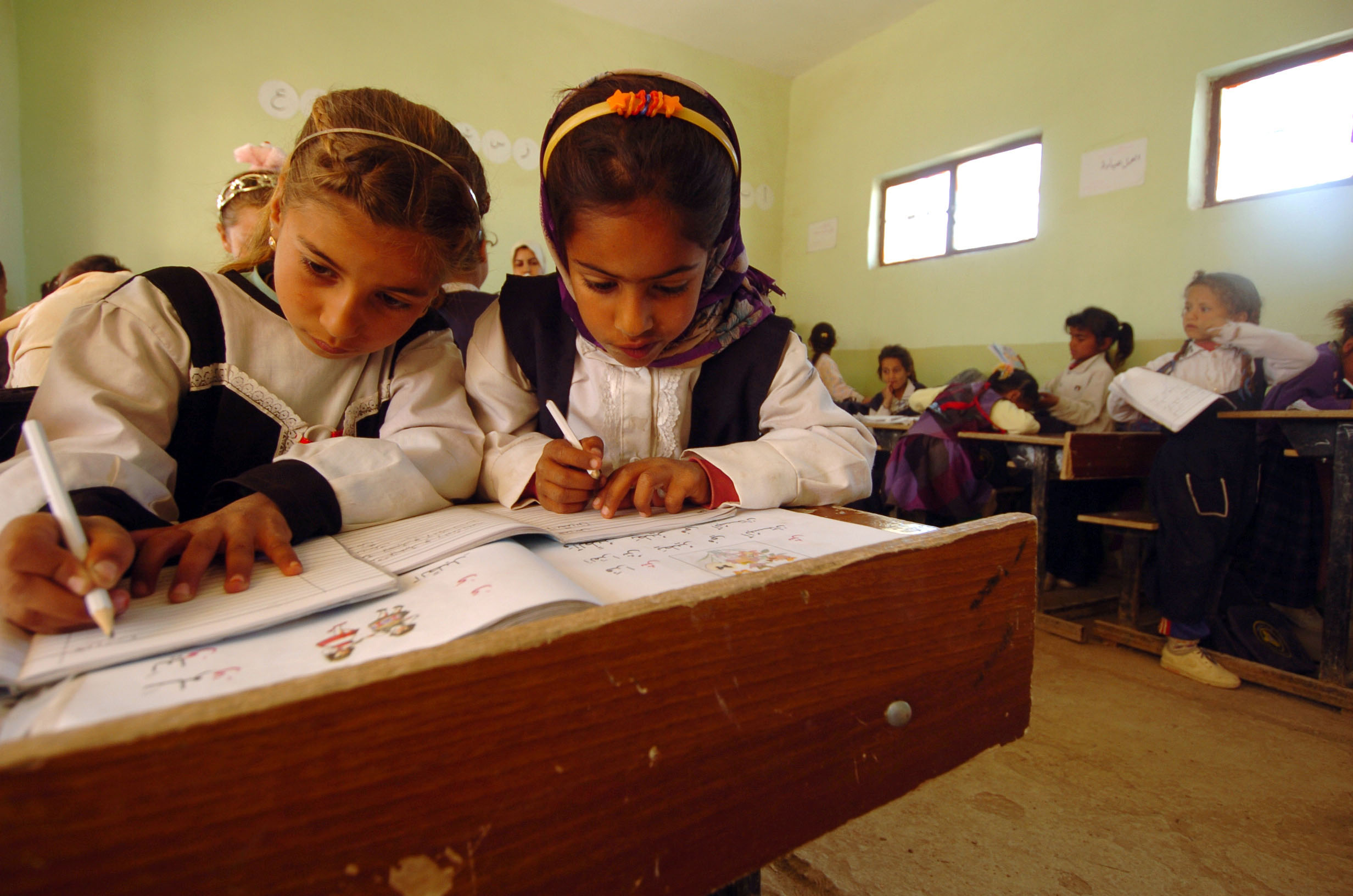
برنامج صداقة بريدية مدرسي لتحسين العلاقات بين المدارس العراقية والأمريكية.

الأصدقاء البريديون أو أصدقاء المراسلة هم أشخاص يتراسلون فيما بينهم بانتظام عبر البريد الاعتيادي بشكل بارز.

## الغايات
علاقة الصداقة البريدية غالباً ما تُستعمل لممارسة القراءة والكتابة في لغة أجنبية، لتحسينهما والإلمام بهما. وتستعمل أيضاً لتعلم المزيد حول البلدان الأخرى ونمط حياتهم ومعيشتهم، ولتكوين صداقات. أصدقاء المراسلة يأتون في جميع الأعمار، الجنسيات، الحضارات، اللغات والاهتمامات.